# Белов, Денис
Денис Белов (1 апреля 1977) — эстонский футбольный тренер. Главный тренер клуба «Легион».

## Биография
В детско-юношеском возрасте организованно не занимался спортом из-за проблем со зрением. Сделал карьеру в бизнесе, связанном с грузоперевозками, где со временем стал руководителем довольно крупной по эстонским меркам фирмы.
В 2005 году отдал своего сына в детскую секцию футбольного клуба «Легион» (Таллин). Постепенно стал сотрудничать с клубом и вошёл в состав его правления. В ряде источников с начала 2010-х годов значился как президент клуба, хотя по собственным словам, такой должности в клубе нет. Также стал работать тренером — сначала с детскими командами, а с начала 2010-х годов — с дублирующим составом клуба. Получил тренерскую лицензию «А».
В 2016 году, когда основная команда «Легиона» переживала кризис и выступала в четвёртом дивизионе, Белов был назначен её главным тренером. В клуб были приглашены более сильные игроки, в том числе с опытом игры в высшей лиге, хотя клуб долгое время сохранял любительский статус. В результате «Легион» под руководством Белова за три сезона поднялся из четвёртого дивизиона в высший, победив во всех лиговых турнирах — во второй лиге 2017 года, первой лиге «Б» 2018 года и первой лиге 2019 года. В 2018 году в первой лиге «Б» команда одержала на старте 27 побед подряд, а с учётом матчей Кубка Эстонии — 30 побед. Неоднократно признавался лучшим тренером месяца в низших лигах.
В 2020 году тренер со своим клубом дебютировал в высшем дивизионе Эстонии, где «Легион» в итоге занял седьмое место среди 10 участников. В сентябре 2020 года Белов был признан тренером месяца в чемпионате страны, когда его клуб в 4 матчах дважды выиграл и дважды сыграл вничью.